# Lina Jacques-Sébastien
Lina Jacques-Sébastien (Francia, 10 de abril de 1985) es una atleta francesa, especialista en la prueba de 4 × 100 m en la que llegó a ser subcampeona europea en 2010.

## Carrera deportiva
En el Campeonato Europeo de Atletismo de 2010 ganó la medalla de plata en los relevos 4 x 100 metros, con un tiempo de 42.45 segundos, llegando a meta tras Ucrania y por delante de Polonia (bronce), siendo sus compañeras de equipo: Myriam Soumaré, Véronique Mang y Christine Arron.